# Kazimierz Hornoff
Kazimierz Hornoff (ur. 26 września 1890, zm. ?) – major saperów Wojska Polskiego.

## Życiorys
Kazimierz Hornoff był zawodowym oficerem piechoty cesarskiej i królewskiej armii. 1 września 1912 został mianowany podporucznikiem i wcielony do batalionu pionierów nr 10 w Przemyślu. W następnym roku został przeniesiony do batalionu saperów nr 11 we Lwowie, w którym służył ppor. Władysław Hornof. W latach 1912–1913 wziął udział w mobilizacji sił zbrojnych Monarchii Austro-Węgierskiej, wprowadzonej w związku z wojną na Bałkanach. 1 stycznia 1915 roku został mianowany porucznikiem. W 1918 roku jego oddziałem macierzystym był batalion saperów nr 22.
18 stycznia 1919 roku został przyjęty do Wojska Polskiego z byłej armii austro-węgierskiej, z zatwierdzeniem posiadanego stopnia kapitana ze starszeństwem z dniem 1 maja 1918 roku, i przydzielony do Departamentu Technicznego w Ministerstwie Spraw Wojskowych z dniem 20 listopada 1918 roku. 26 stycznia 1919 roku został przeniesiony do I batalionu saperów z odkomenderowaniem do Grupy generała Babiańskiego jako referent techniczny.
Od 16 kwietnia do 1 września 1920 roku dowodził IV batalionem saperów. 9 listopada 1920 został zatwierdzony z dniem 1 kwietnia 1920 w stopniu kapitana, w korpusie oficerów inżynierii i saperów, w grupie oficerów byłej armii austro-węgierskiej. Od 1921 roku do 1922 roku służył w 6 pułku saperów. 3 maja 1922 roku został zweryfikowany w stopniu majora ze starszeństwem z dniem 1 czerwca 1919 roku i 48. lokatą w korpusie oficerów inżynierii i saperów. W listopadzie 1922 został przeniesiony do 9 pułku saperów w Brześciu na stanowisko pełniącego obowiązki zastępcy dowódcy pułku. W 1925 roku został zastępcą dowódcy 5 pułku saperów w Krakowie. W 1928 roku został przeniesiony do 6 Okręgowego Szefostwa Saperów w Przemyślu. W 1929 roku został przeniesiony w stan spoczynku. W 1934 roku pozostawał w ewidencji Powiatowej Komendy Uzupełnień Kraków Miasto. Posiadał przydział do Oficerskiej Kadry Okręgowej Nr V. Był wówczas „przewidziany do użycia w czasie wojny”.

## Ordery i odznaczenia
- Krzyż Walecznych (1922)[19]
- Srebrny Medal Waleczności 1 klasy dla oficerów (Austro-Węgry)[20]
- Krzyż Zasługi Wojskowej 3 klasy z dekoracją wojenną i mieczami (Austro-Węgry)[20]
- Srebrny Medal Zasługi Wojskowej Signum Laudis z mieczami na wstążce Krzyża Zasługi Wojskowej (Austro-Węgry)[20]
- Brązowy Medal Zasługi Wojskowej Signum Laudis z mieczami na wstążce Krzyża Zasługi Wojskowej (Austro-Węgry)[20]
- Krzyż Wojskowy Karola (Austro-Węgry)[20]
- Krzyż Pamiątkowy Mobilizacji 1912–1913 (Austro-Węgry)[20]